# Епархия Лагуата

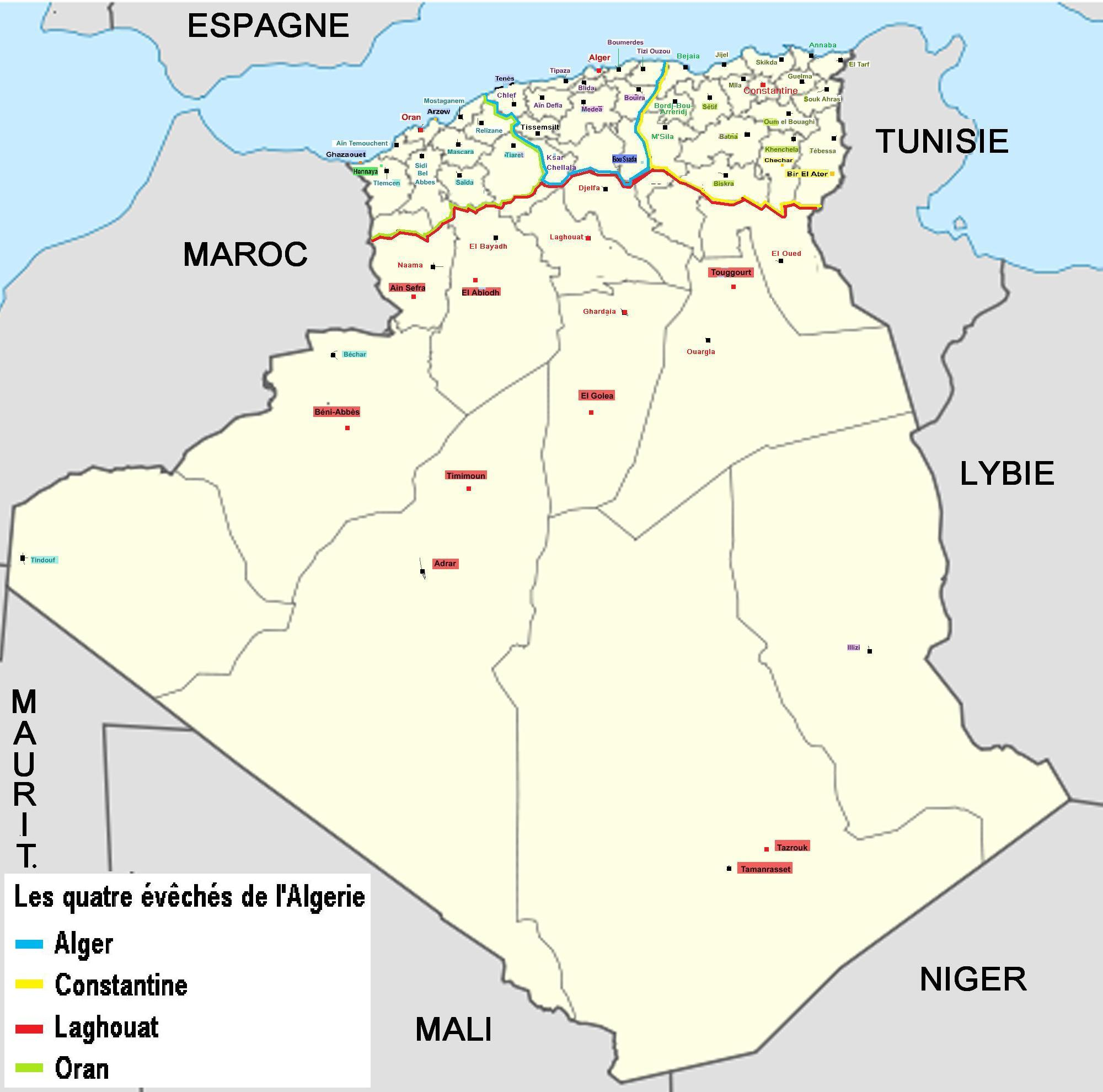
Карта католических епархий Алжира

Епархия Лагуата (лат. Dioecesis Laghuatensis) — епархия Римско-Католической церкви с центром в городе Лагуат, Алжир. Епархия Лагуата подчиняется непосредственно Святому Престолу.

## История
19 июля 1901 года Святой Престол учредил апостольскую префектуру Гардаи, выделив её из апостольского викариата Сахары и Судана (сегодня — Архиепархия Бамако).
10 января 1921 года апостольская префектура Гардаи была переименована в апостольскую префектуру Сахарской Гардаи.
28 апреля 1942 года апостольская префектура Сахарской Гардаи передала часть своей территории для возведения новой апостольской префектуры Ниамея (сегодня — Архиепархия Ниамея).
10 июня 1948 года Римский папа Пий XII издал буллу Ghardaiensis in Sahara, которой преобразовал апостольскую префектуру Сахарской Гардаи в апостольский викариат.
5 июля 1954 года апостольский викариат Сахарской Гардаи передал часть своей территории для возведения новой апостольской префектуры Испанской Сахары и Ифни (сегодня — Апостольская префектура Западной Сахары).
14 сентября 1955 года Римский папа Пий XII выпустил буллу Dum tantis, которой преобразовал апостольский викариат Сахарской Гардаи в епархию Лагуата.

## Ординарии епархии
- епископ Charles Guérin (1901—1910);
- епископ Henry Bardou (1911—1916);
- епископ Louis David (1916—1919);
- епископ Gustave-Jean-Marie Nouet (8.04.1919 — 1941);
- епископ Georges-Louis Mercier (1941 — 11.01.1968);
- епископ Jean-Marie Michel Arthur Alix Zacharie Raimbaud (11.01.1968 — 25.06.1989);
- епископ Michel-Joseph-Gérard Gagnon (4.02.1991 — 1.06.2004);
- епископ Claude Jean Narcisse Rault (26.10.2004 — 16.03.2017, в отставке);
- епископ John Gordon MacWilliam, M.Afr. (16.03.2017 — 25.01.2025, в отставке);
- епископ Diego Ramón Sarrió Cucarella, M.Afr. (25.01.2025 — по настоящее время).

## Источник
- Annuario Pontificio, Ватикан, 2007
- Декрет Quo in nonnullis, AAS 13 (1921), стр. 146  (лат.)
- Булла Ghardaiensis in Sahara, AAS 40 (1948), стр. 534  (лат.)
- Булла Dum tantis, AAS 48 (1956), стр. 113  (лат.)